# Carmine Alfieri
Carmine Alfieri (Saviano, 18 de febrero de 1943) era un criminal italiano, uno de los fundadores de la Nuova Famiglia y posteriormente pentito (colaborador de la justicia).

## Biografía
Alfieri nació en Saviano en 1943. En 1952, el padre de Alfieri fue asesinado en Nola y Carmine junto su hermano Salvatore juraron vengar a su padre y así fue: en 1956, mataron al asesino de su padre. En los 1960s, fue detenido por 1.ª vez por porte ilegal de armas y extorsión y esto le permitió ascender en el crimen. En 1974, se consagra como hombre de honor camorrista junto a Antonio Bardellino y esto permitió vínculos políticos y financieros. En 1976, fue detenido por asesinato en Poggioreale dónde también estaba detenido Cutolo  y en febrero de 1978 fue absuelto.

## Nuova Famiglia
Cutolo, después de su fuga del manicomio, le propuso a Alfieri unirse a Nueva Camorra Organizzata pero al contrario Alfieri funda la Nuova Famiglia y por esto en 1982 asesinan a los hermanos de Alfieri y de Galasso. En represalia, la alianza Alfieri-Galasso matan a los 2 últimos asesores de Cutolo (entre ellos a Vincenzo Casillo) para darle una lección a Cutolo y esto desencadenó en su caída y en el ascenso de Alfieri. 
Tras el encarcelamiento de Cutolo, Alfieri y Bardellino se contrasta los Nuvoletta-Gionta. 2 ejemplos fueron: el asesinato de Ciro Nuvoletta y la masacre de Torre Annunziata, en esto último proporcionó a sus sicarios. Después de estos hechos, Alfieri sale victorioso ante los Nuvoletta-Gionta y así es como el clan se convierte en el clan más poderoso de Campania.

## Colaboración con la justicia
En mayo de 1992, Pasquale Galasso fue detenido y se convirtió en pentito, gracias a esto fue arrestado Alfieri el 11 de septiembre siguiente y fue detenido al 41-bis pero en 1994, Alfieri también decide convertirse en pentito. Con esto, llegaron los homicidios contra su familia pero Alfieri no se rindió, al contrario, declaró contra políticos insospechables y lo más importante los desechos ilegales.